# Surgical Science
Surgical Science är ett svenskt börsnoterat medicinteknikföretag, som tillverkar VR- och simuleringsutrustning för kirurgi och andra medicinska ingrepp. Företagets huvudkontor ligger i Göteborg.

## Historik
Företaget grundades år 1999 av teknikchefen Anders Larsson och två mjukvaruingenjörer från det kraschade IT-bolaget Prosolvia, samt kirurgen Anders Hyltander från Sahlgrenska sjukhuset. De utvecklade den laparoskopiska simulatorn Lapsim för titthålskirurgi. Genom Surgical Sciences utrustning kan kirurger träna under realistiska övningsförhållanden.
År 2017 förvärvades det svenska företaget Simball Systems AB och därigenom erhölls produkten Simball Box, som är en boxtränare för laparoskopi.
År 2019 förvärvades det svenska företaget Sensegraphics.
År 2021 förvärvades de amerikanska företagen Mimic Technologies, verksamt inom robotkirurgi, med 26 anställda, och Simbionix, verksamt inom simulering för kirurger och robotkirurgi, med cirka 120 anställda, varav cirka 100 i Israel.
Företaget börsnoterades år 2017 och är listat på Stockholmsbörsens First North.
Surgical Science har huvudkontor på Gårda i Göteborg, samt kontor i Stockholm, Tel Aviv, Seattle, Cleveland och Shenzhen.
I mars 2024 meddelade företagets vd Gisli Hennermark att han efter nio år lämnar Surgical Science i mars 2025. Ny vd blir Tom Englund, med tillträde den 1 oktober 2024. Gisli Hennermark kvarstår som rådgivare fram till den sista mars 2025.